# Wilhelm Heidrich
Wilhelm Heidrich (1899-1965) est un architecte allemand. Actif en Rhénanie-Palatinat et Mecklembourg-Poméranie-Occidentale, il dirigea les travaux du projet immobilier « Prora ».

## Biographie
Wilhelm Heidrich, ou Willi, voit le jour le 1er juillet 1899, à Metz, une ville de garnison animée d'Alsace-Lorraine. Après sa scolarité, Willi Heidrich devient architecte. Basé à Cologne, il est actif en Rhénanie, intervenant notamment en 1927 sur un projet de restauration d'église à Idar-Oberstein. 
Heidrich intervient comme Baudirektor und Oberbauleiter, directeur des travaux et chef de chantier, sur le projet de complexe balnéaire "Prora" sur l'île de Rügen. Le complexe balnéaire de l'île de Rügen est un bon exemple d’architecture national-socialiste. Le complexe est construit entre 1936 et 1939 sur des plans de Clemens Klotz (1886-1969), pour l’organisation de loisirs "Kraft durch Freude" (KdF). Les deux hommes avaient déjà travaillé ensemble sur les projets du NS-Ordensburg Vogelsang et du NS-Ordensburg Crössinsee, des centres de formation pour les cadres du NSDAP. Les huit bâtiments du complexe balnéaire  « Prora » sont identiques et, bien qu’ils aient été envisagés comme un lieu de vacances, ils n’ont jamais été employés en tant que tel. À disposition de la Wehrmacht, Heidrich fait fonction de conseiller technique pour l'Ortsgruppenleiter local. 
Wilhelm Heidrich décéda le 14 mai 1965, à Cologne en Rhénanie.

## Sources
- Wolfram Hagspiel : Köln: Marienburg - Bauten und Architekten eines Villenvorortes. Stadtspuren, Band 8/I und 8/II – Denkmäler in Köln – J. P. Bachem Verlag, Köln 1995.
- Willi Heidrich : Organisation der Grossbaustelle des KdF-Seebades Ruegen, in Der Deutsche Baumeister, Schönleben, Ministerialrat, Berlin, 1. Jahrgang 1939.